# Трчуљак
Трчуљак или кожасти трчуљак (лат. Carabus coriaceus) је један од наших најчешћих представника породице трчуљака (Carabidae). Карактерише се мат црном бојом. Активни су ноћу, али се могу видети и преко дана кад је облачно. Одрасле јединке живе до три године и нарастају до 4cm. 